# Kollmorgen Corporation
Die Kollmorgen Corporation ist ein US-amerikanischer Hersteller von Motoren, Antrieben, Linear-Aktuatoren, Steuerungslösungen für fahrerlose Transportfahrzeuge und Automatisierungsplattformen. Sie ging 1960 aus der 1916 gegründeten Kollmorgen Optical Corporation hervor, die zunächst vor allem U-Boot-Periskope und später auch optische Geräte wie Spektrometer und Photometer herstellte. Seit 2023 gehört das Unternehmen zur Regal Rexnord Corporation.

## Geschichte
Der 1871 im pommerschen Stettin als siebentes von neun Kindern geborene Friedrich Kollmorgen emigrierte 1905 mit seiner englischen Frau Agnes Elizabeth Hunt in die Vereinigten Staaten.
Bis 1911 entwickelte Kollmorgen beim Unternehmen Keuffel & Esser sein erstes Periskop für die Nutzung in U-Booten, dass er sich patentieren ließ. Am 22. März 1916 gründete er in New York City die Kollmorgen Optical Corporation. Vom Ersten Weltkrieg bis zu Änderungen der Beschaffungsvorgaben 1958, welche die Vertragsbindung an einen einzigen Anbieter untersagten, blieb das Unternehmen alleiniger Lieferant von U-Boot-Periskopen für die United States Navy. Auf den Nachfragerückgang nach Periskopen mit Ende des Krieges reagierte Kollmorgen mit einer verstärkten Produktion von Linsen für die Filmindustrie. Die Weltwirtschaftskrise traf das Unternehmen schwer. Mit Beginn des Zweiten Weltkriegs stieg die Nachfrage nach optischen Geräten wie Periskopen, Bombenvisieren und Abdriftmessern stark an. Die Zahl der Mitarbeiter stieg während des Krieges rasant von etwa 60 auf über 600 an. 1946 übernahm Friedrichs Sohn Otto die Leitung des Unternehmens. Im Jahr 1951 zog das Unternehmen von Brooklyn nach Northampton, Massachusetts.
Der 1924 ebenfalls aus Deutschland in die Vereinigten Staaten emigrierte Hugo Unruh hatte 1948 mit Lewis Renaldi das Unternehmen Inland Motor Corporation gegründet. 1958 zog das Unternehmen nach Radford in Virginia. Im Mai 1960 fusionierten die Kollmorgen Optical Company und die Inland Motor Corporation zur Kollmorgen Corporation. Ein Jahr später übernahm das Unternehmen die Instrument Development Laboratories, die unter anderem motorgetriebenen Hochgeschwindigkeits-Drehschalter, Farbmessgeräte und Spektralphotometer herstellte. 1962 wurde die Solid State Instruments Corporation, ein Hersteller von Präzisionsgeräten, Stromversorgungen und elektronischen Antrieben für Gleichstrom-Servomotoren, aufgekauft. Das Unternehmen übernahm 1967 die Macbeth Corporation, 1968 den Messgeräte-Hersteller Photo Research Corporation, 1969 die Goerz Optical Company sowie die beiden französischen Unternehmen Laboratoire LERES S.A. und Artus, S.A., und 1971 die Munsell Color Company.
Ab Mitte der 1970er Jahre verkaufte das Unternehmen seine Periskope auch verstärkt an internationale Kunden. Die Electro-Optical Division (EOD) führte in den frühen 1980er Jahren ein modernisierte Periskop mit Infrarot-Nachtsichtsystem und weiteren Verbesserungen für die U-Boote der US Navy ein. 1986 wurde Photocircuits Abteilung verkauft. 1997 übernahm Kollmorgen die Düsseldorfer Fritz A. Seidel Elektro-Automatik GmbH.
Im Mai 2000 wurde die Kollmorgen von der Danaher Corporation übernommen. Im Februar 2012 wurde die gesamte Elektro-Optische Sparte des Unternehmens für 205 Mio. US-Dollar verkauft. 2013 erfolgte die Übernahme der MCS Engenharia Ltda aus Brasilien. Im Juli 2016 lagerte Danaher die Kollmorgen Corporation zusammen mit anderen Unternehmensteilen in die Fortive Corporation aus. Mit Wirkung zum 1. Oktober 2018 fusionierten vier Gesellschaften der Fortive Automation & Specialty Platform, darunter Kollmorgen, Thomson, Portescap und Jacobs Vehicle Systems mit der Altra Industrial Motion Corporation. Die Altra Industrial Motion wurde im April 2023 von der Regal Rexnord Corporation aufgekauft.

## Auszeichnungen
Für seine technischen Entwicklungen wurden das Unternehmen oder Mitarbeiter der Kollmorgen Corporation durch die Academy of Motion Picture Arts and Sciences mehrfach mit dem Oscar für technische Verdienste (Class III) ausgezeichnet.
- 1968: Auszeichnung der Electro-Optical Division of Kollmorgen Corp. „for the design and development of a series of Motion Picture Projection Lenses“[5][6]
- 1972: Auszeichnung der Photo Research Division of Kollmorgen Corp. „for the development and introduction of the film-lens balanced Three Color Meter“[7][8]
- 1973: Auszeichnung der Photo Research Division of Kollmorgen Corp. „for the Spectra Film Gate Photometer for motion picture printers“[7]
- 1977: Auszeichnung von Fred Bartscher (Kollmorgen Corp.) „for the design and development of a single-lens magnifier for motion-picture projection lenses“ (geteilt mit Glenn Berggren, Schneider Corporation)[9]
- 1977: Auszeichnung der Photo Research Division of Kollmorgen Corp. „for the engineering and manufacture of the spectra TriColor Meter“[7]
- 1980: Auszeichnung der Photo Research Division of Kollmorgen Corp. „for the development of the Spectra Series II Cine Special Exposure Meter for motion picture photography“[7]